# HD 102660
HD 102660，又名BD+17 2402，SAO 99812、HR 4535，是一颗恒星，视星等为6.04，位于銀經246.81，銀緯71.94，其B1900.0坐标为赤經11h 44m 4.8s，赤緯+16° 71.94′ 1″。